# Hágöngulón
Hágöngulón ist ein Stausee im Hochland von Island. Er liegt auf dem Gemeindegebiet von Ásahreppur.

## Stausee und Kraftwerk
In diesem 37 km² großen See werden die Flüsse Köldukvísl und Sveðja aufgestaut, die aus der Gletscherzunge Köldukvíslarjökull im Westen des Vatnajökull abfließen.
Das zum See gehörige Kraftwerk wird vom Energiekonzern Landsvirkjun betrieben und hat eine Leistung von 200 GWh im Jahr.

## Name
Seinen Namen hat der See von den vulkanischen Bergen Nyrðri-Háganga (1278 m) und Syðri-Háganga (1284 m), die am West- und am Südufer des Stausees liegen.

## Geologie
Das Gebiet gehört zum Vulkan Hágöngur, der seinerseits Teil des Vulkansystems des Tungnafellsjökull ist, wobei sich auch unter dem See ein Hochtemperaturgebiet befindet, das bei niedrigerem Wasserstand im Winter sichtbar wird.

## Ehemalige Piste
Unter dem See liegt eine alte Piste, die von der Sprengisandur zum Vonarskarð führte.